# Новосёлки (Макаровский район)
Новосёлки (укр. Новосілки) — село в Макаровском районе Киевской области Украины. Административный центр Новосёлковского сельского совета.
Находится на реке Ирпень.
Село известно с 1500 года.
Население по переписи 2001 года составляло 941 человек.
Почтовый индекс — 08070. Телефонный код — 4578. Занимает площадь 0,253 км². Код КОАТУУ — 3222786101.

## Местный совет
08070, Киевская область, Макаровский район, село Новосёлки, ул. Кучеренко, д. 43, тел. 2-45-23.

## Галерея
- Крест на въезде в село
- На улице села
- Школа